# Gouweplein
Het Gouweplein is een winkelcentrum in het centrum van Waddinxveen. Het winkelcentrum bestaat uit 20.000 vierkante meter winkelruimte, horeca en dienstverlening. Er is een cultureel centrum gerealiseerd Het Cultuurhuys De Kroon met daarin een theaterzaal, de Bibliotheek De Groene Venen en Stichting Vonk. Verder zijn er 260 woningen gebouwd en is het winkelcentrum voorzien van een ondergrondse parkeergarage. Aan de noordkant is een marktplein, waar elke vrijdag de weekmarkt gehouden wordt.
Het Gouweplein is een ontwikkeling van a.s.r. vastgoed ontwikkeling en is een gezamenlijk ontwerp van Soeters Van Eldonk architecten, 01-10 Architecten, rphs+ en Dittmar Architecten. De openbare inrichting en de inrichting van de daktuinen is gerealiseerd naar een ontwerp van Rijnboutt Stedenbouw en Landschap Architecten. De bouw was in handen van Bouwcombinatie Hurks-Slokker CPL vof.

## Geschiedenis
In 1959 werd voor het eerst gesproken over een nieuw winkelhart in Waddinxveen toen de winkels aan de oostkant van de Oranjegalerij aan het Koningin Wilhelminaplein in gebruik werden genomen. Pas in 1963 vond er in het raadhuis overleg plaats met de 'Middenstandsvereniging Waddinxveen'. Het toenmalige gemeentebestuur gaf echter vooralsnog prioriteit aan wijkwinkels. Wat er volgde was een jarenlange en ingewikkelde discussie over een nieuw centrum. Decennialang passeerden diverse locaties voor een hoofdwinkelcentrum de revue. Maar telkens stuitten de plannen om uiteenlopende redenen op grote bezwaren.
In 2004 viel dan toch het besluit om te gaan bouwen op de locatie van het Sportpark Burgemeester Warnaar. Voor de voetbalvereniging 'Be Fair' en de tennisvereniging 'De Gouwe Smash' moest een andere locatie gevonden worden. In 2008 verhuisden 'Be Fair' naar voetbalpark 't Suyt en 'De Gouwe Smash' naar de Kanaaldijk in Waddinxveen. De verwachting dat in het daaropvolgende jaar de bouw van start kon gaan, moest worden herzien. De plannen voor het nieuwe centrum waren intussen zodanig bijgesteld, dat het centrum veel meer moest worden dan alleen maar een winkelgebied. Bezwaar- en beroepsprocedures en de economische crisis zorgden nog voor enige vertraging, maar op 10 november 2012 kon de eerste paal eindelijk de grond in.
Op 20 november 2014 is het centrum officieel door burgemeester Bert Cremers geopend. Dit gebeurde onder grote publieke belangstelling tijdens een feestelijke show.

## Bereikbaarheid
Het Gouweplein is goed bereikbaar te voet, met de fiets en de auto. Er zijn veel plaatsen waar fietsen gestald kunnen worden en de ondergrondse parkeergarage beschikt over 900 parkeerplaatsen. De eerste twee uur is het parkeren gratis. Met het station Waddinxveen op vijf minuten loopafstand is het winkelcentrum ook per openbaar vervoer goed bereikbaar.

## Lijst van winkels en andere voorzieningen
| Naam                       | Soort                       | Adres in het winkelcentrum |
| -------------------------- | --------------------------- | -------------------------- |
| Banketbakkerij De Vlaam    | Banketbakkerij              | Binnendoor 53              |
| Etos                       | Drogist                     | Binnendoor 55              |
| De Kaashakker              | Kaaswinkel                  | Binnendoor 55 A            |
| Service One Media          | Computer / Telefoon         | Binnendoor 57              |
| TUI Reisbureau             | Toerisme                    | Binnendoor 59              |
| BrainWash                  | Kapper                      | Binnendoor 61              |
| Kruidvat                   | Drogist                     | Binnendoor 63              |
| Gezond & Wel               | Gezonde voeding             | Binnendoor 65              |
| Thing's mode & accessoires | Kleding                     | Binnendoor 67              |
| Gall & Gall                | Slijterij                   | Binnendoor 2               |
| Albert Heijn               | Supermarkt                  | Binnendoor 4               |
| Action                     | Discount                    | Binnendoor 40              |
| Zeeman                     | Kleding                     | Binnendoor 42              |
| Tims Shoes                 | Schoenen                    | Doorsteek 1                |
| Welcom bij Jaap            | Telefoonwinkel              | Doorsteek 3                |
| Eye Wish Opticiens         | Opticiën                    | Doorsteek 5                |
| Fleur Mode                 | Kleding                     | Doorsteek 2                |
| Van der Linde              | Kleding                     | Doorsteek 4                |
| Dabasto                    | Kleding                     | Doorsteek 6                |
| Cultuurhuys De Kroon       | Theater                     | Gouweplein 1               |
| De Groene Venen            | Bibliotheek                 | Gouweplein 1               |
| Broer & Zus                | Restaurant                  | Gouweplein 3               |
| Verhage                    | Snackbar                    | Gouweplein 5               |
| Nelson Schoenen            | Schoenen                    | Gouweplein 36              |
| Wim Jansen Bloemen         | Bloemisterij                | Gouweplein 42              |
| Kippie                     | Snackbar                    | Gouweplein 42 A            |
| Greenfield Heren           | Kleding                     | Gouweplein 44              |
| Pearle Opticiens           | Opticiën                    | Gouweplein 46              |
| Robert den Haag            | Juwelier                    | Gouweplein 48              |
| HEMA                       | Warenhuis                   | Promenade 3                |
| Dirk                       | Supermarkt                  | Promenade 5                |
| Terstal                    | Kleding                     | Promenade 77               |
| Mulder mode                | Kleding                     | Promenade 79               |
| Intertoys                  | Speelgoed                   | Promenade 83               |
| Blokker                    | Huish. artikelen            | Promenade 85               |
| Primera                    | Gemakswinkel                | Promenade 87               |
| Jumbo                      | Supermarkt                  | Promenade 89               |
| Lidl                       | Supermarkt                  | Promenade 91               |
| Stomerij Perfect           | Stomerij- en sleutelservice | Promenade 2                |
| Greenfield Fashion         | Kleding                     | Promenade 8                |
| Greenfield Women           | Kleding                     | Promenade 10 A             |
| Pacino                     | Barbershop                  | Promenade 82 A             |
| Jamin                      | Snoepwinkel                 | Promenade 82 B             |
| Mulder Mode - Heren        | Kleding                     | Promenade 156              |
| Shoeby                     | Kleding                     | Promenade 158              |
| a.s.r. verkoopcentrum      | Vastgoed                    | Tussenzicht 1              |
| Luciano                    | IJssalon                    | Tussenzicht 3              |
| Beter Horen                | Hoorzorg                    | Tussenzicht 79             |
| I love Sushi               | Catering                    | Tussenzicht 81             |
| Bakker Ammerlaan           | Bakkerij                    | Tussenzicht 83             |

## Fotogalerij

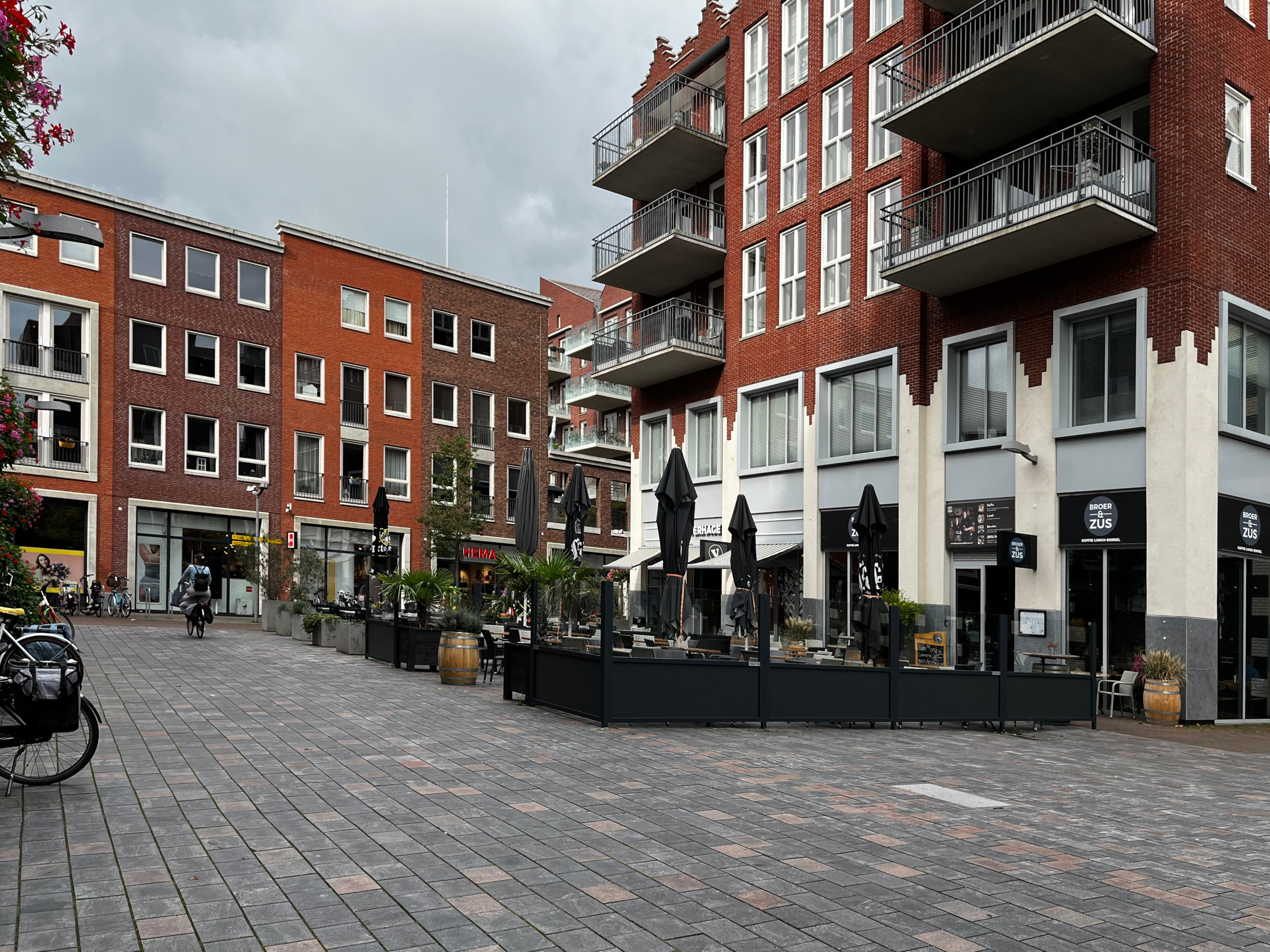
Gouweplein
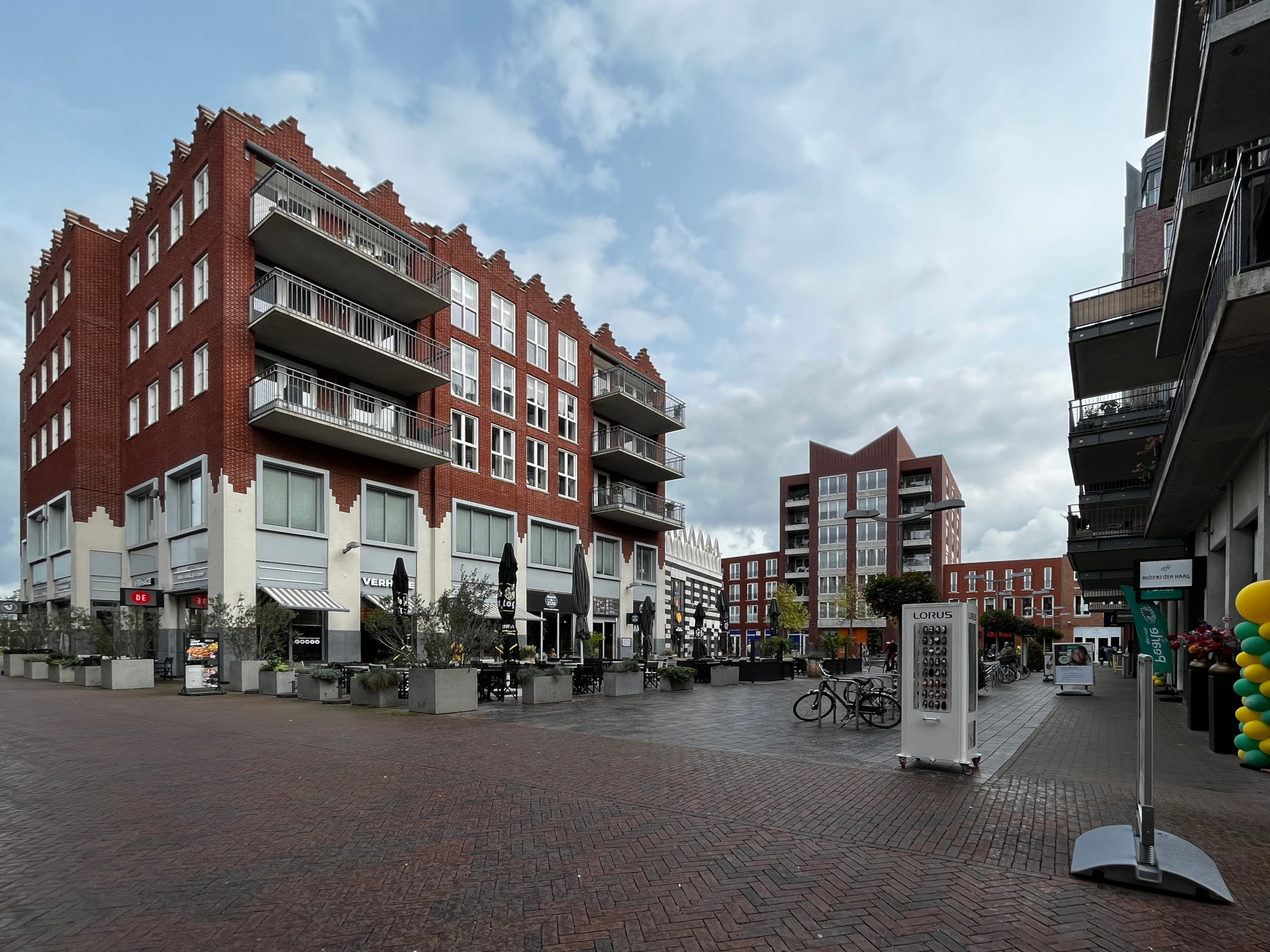
Gouweplein
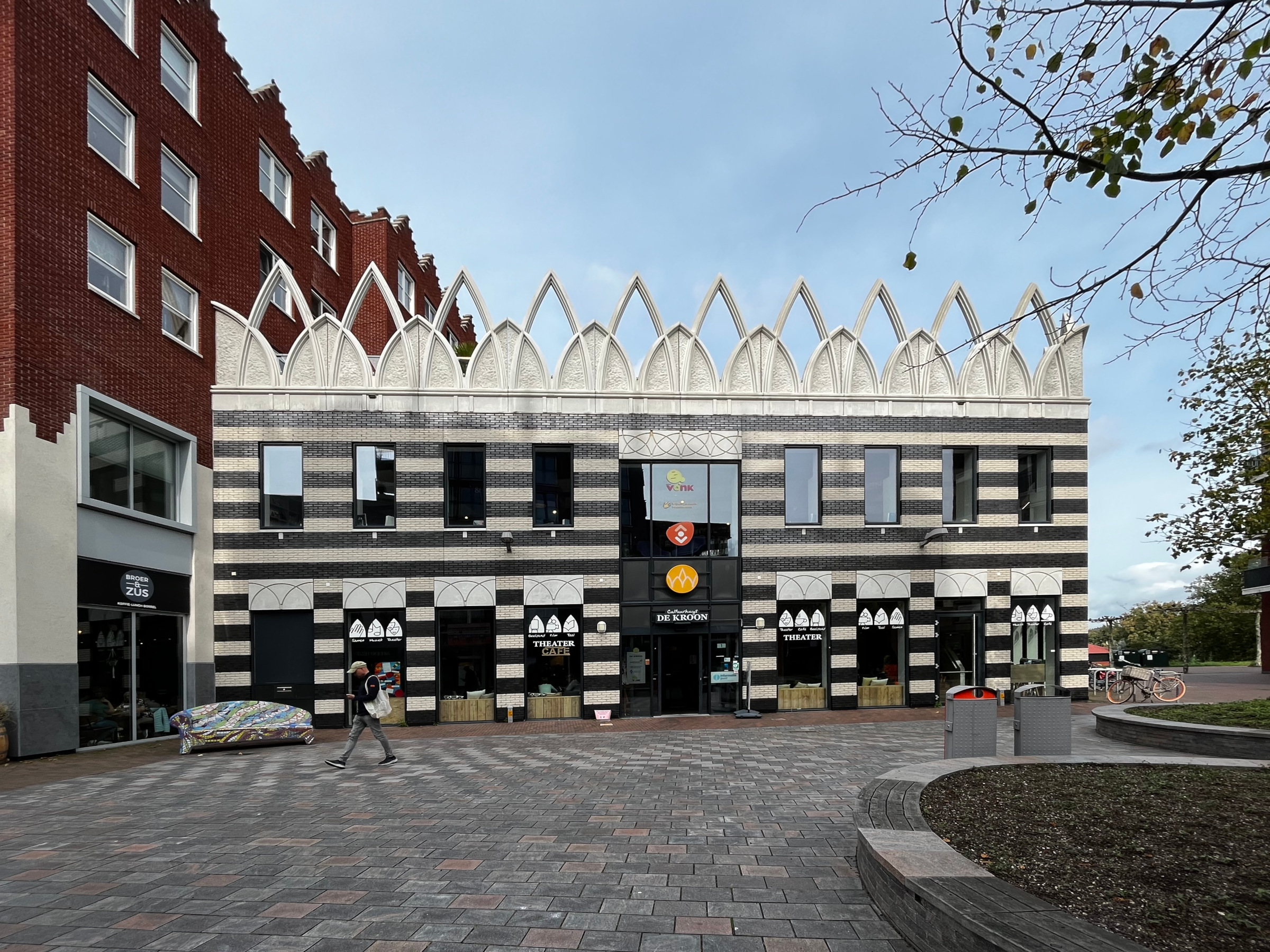
Cultuurhuys De Kroon
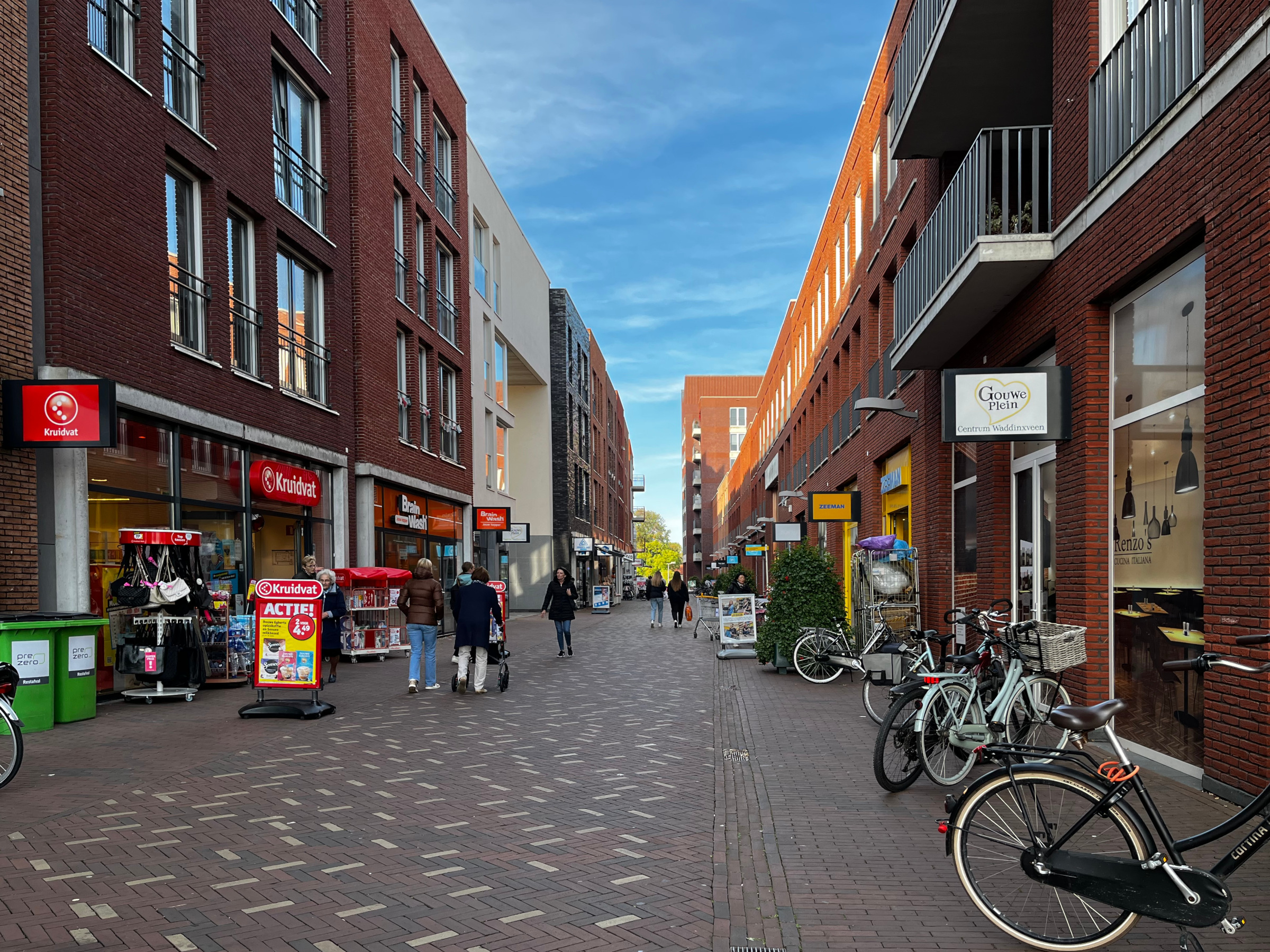
Binnendoor
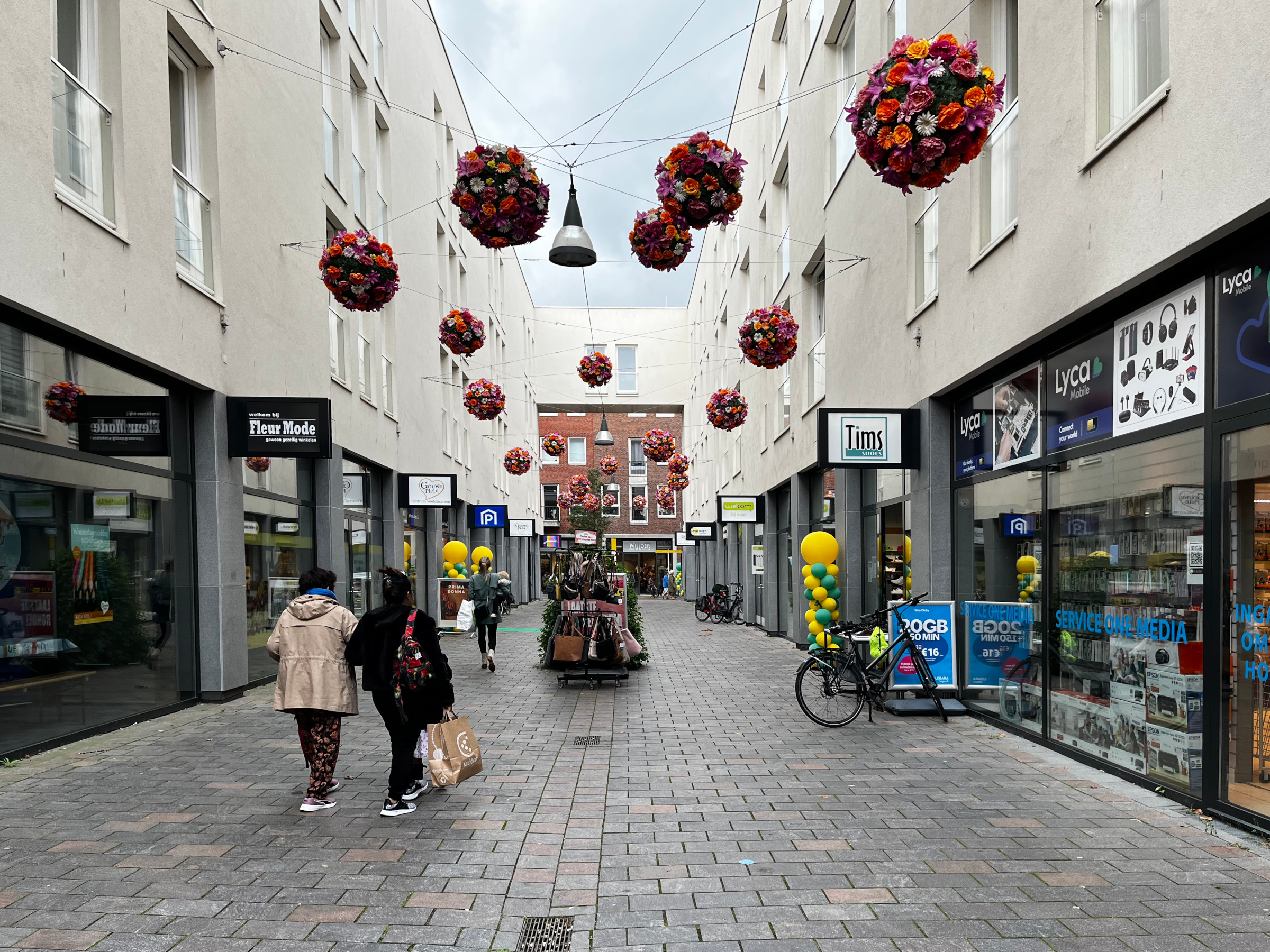
Doorsteek
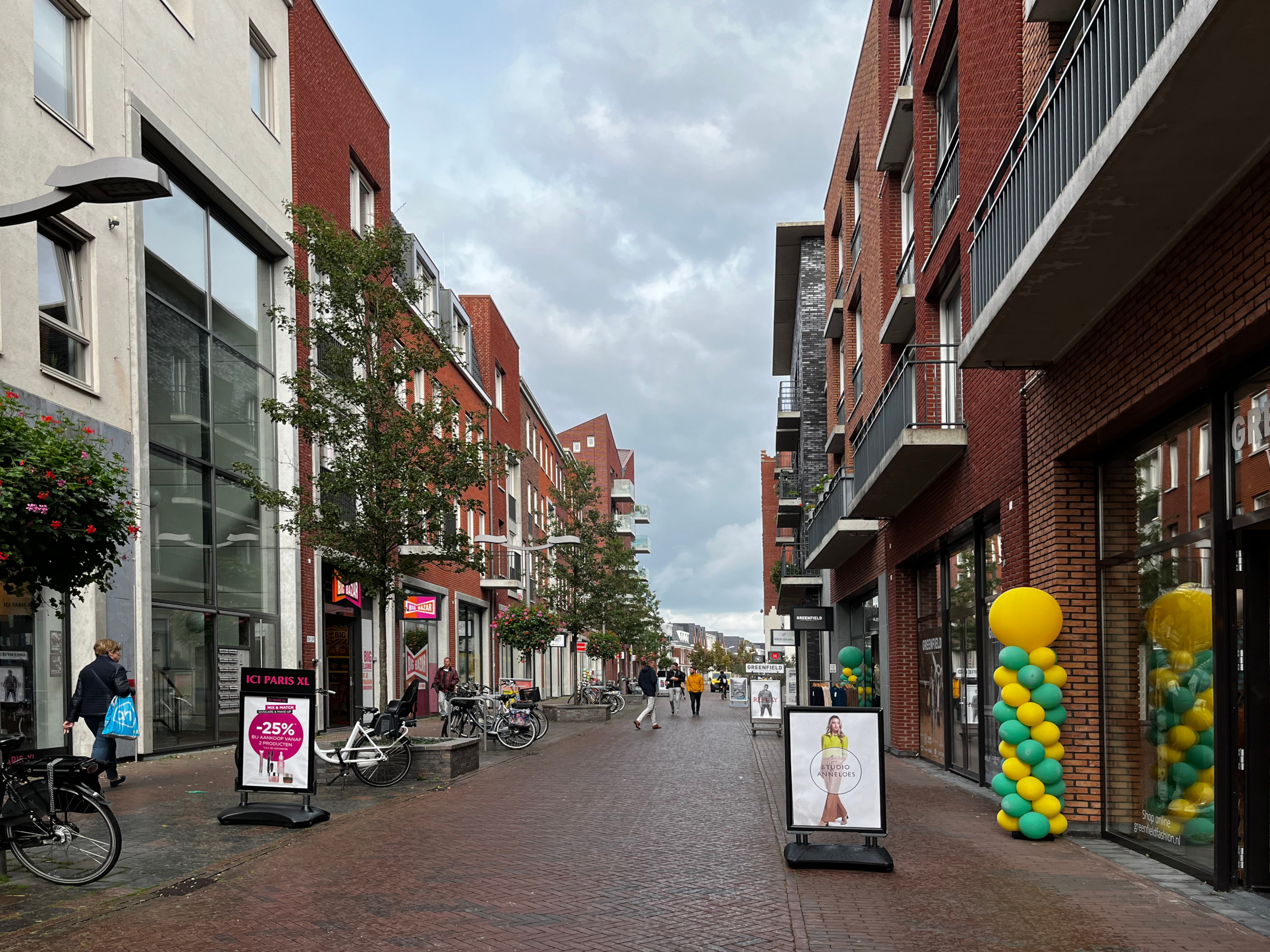
Promenade
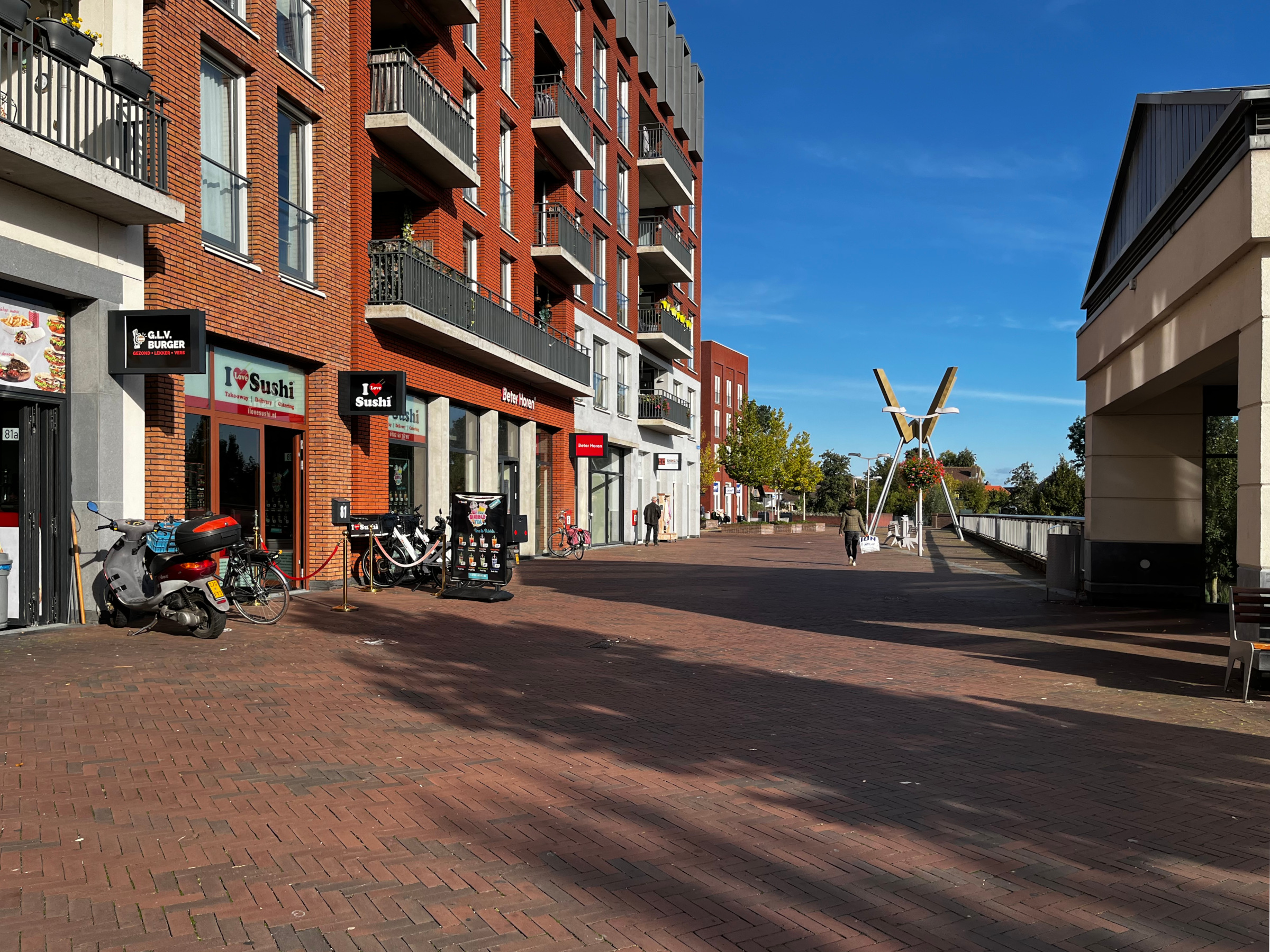
Tussenzicht
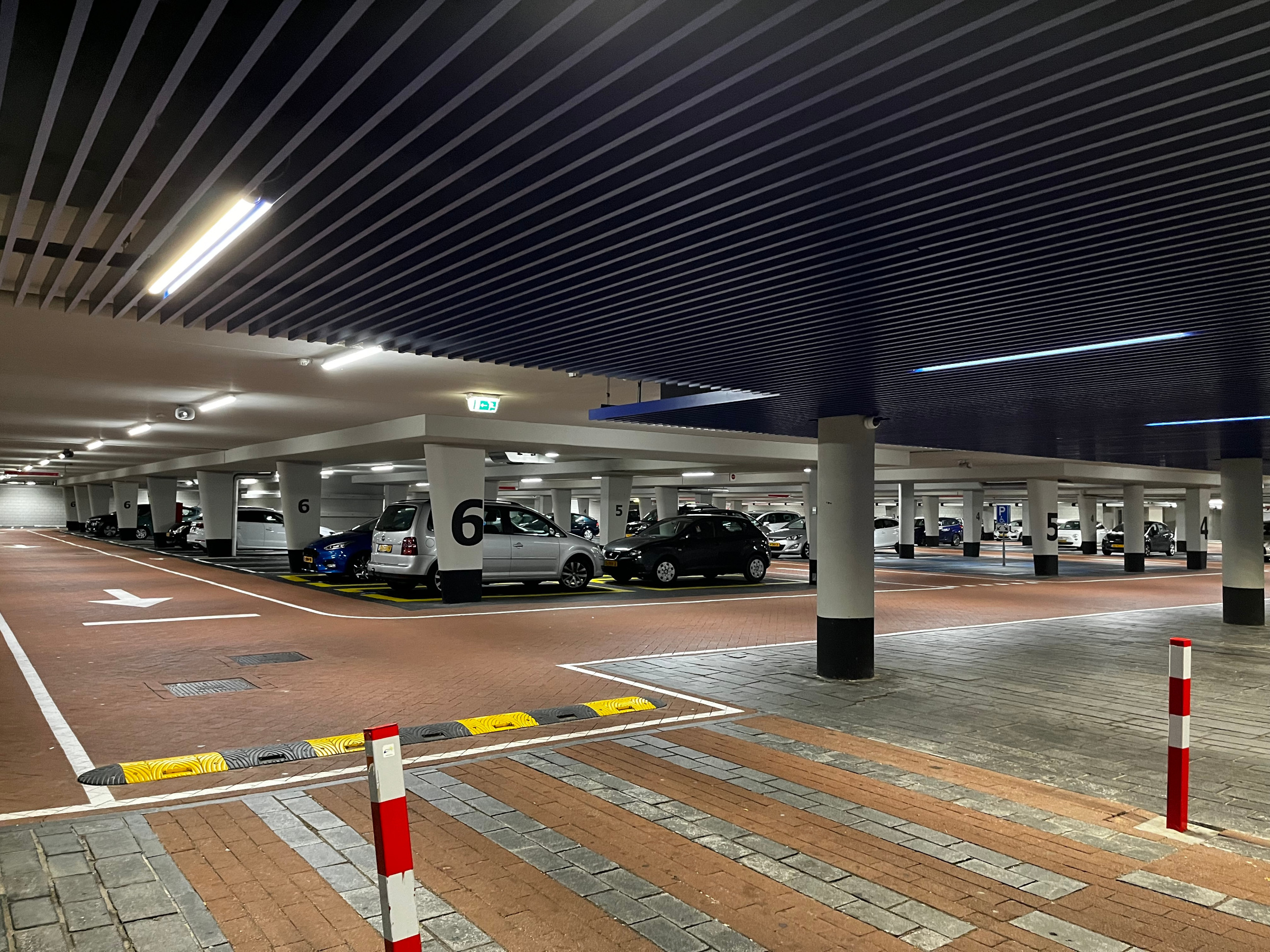
Parkeergarage